# Wenigbach (Zellwieser Mühlbach)
Der Wenigbach  ist ein Fließgewässer im bayerischen Landkreis Bad Tölz-Wolfratshausen. Er entsteht im Weidfilz, fließt nördlich am Weiler Mooseurach vorbei und mündet schließlich in den Zellwieser Mühlbach, nur ca. 400 m vor dessen Mündung in die Loisach.

## Quelle
- Amtliche Online-Gewässerkarte mit passendem Ausschnitt und den hier benutzten Layern: Lauf und Einzugsgebiet des Wenigbachs